# Stay In My Eyes
『Stay In My Eyes』（ステイ・イン・マイ・アイズ）は亜蘭知子の8枚目のオリジナル・アルバム。

## 内容
CBS/SONY RECORDS移籍第一弾アルバム。
TUBEの楽曲をアルバムタイトルにした2年8か月ぶりの本作は、10曲中3曲が前述を含むセルフカバー。
「Dancing Island」「Mind's Holidey」は後に、KEY WEST CLUBがカバー。

## 批評
CDジャーナルは「定番曲のラブソングをカジュアルに着こなして、女子高生やOLなどに受けそうな雰囲気」と評した。

## 収録曲

### CD
全作詞：亜蘭知子
1. Stay In My Eyes - 原曲：TUBE
作曲：栗林誠一郎　編曲：明石昌夫
2. Dancing Island
作曲：清岡千穂　編曲：萩田光男
3. Be My Venus - 原曲：渚のオールスターズ
作曲：織田哲郎　編曲：明石昌夫
4. Wait Forever
作曲：栗林誠一郎　編曲：萩田光男
5. Mind's Holiday
作曲：JIN　編曲：JIN・明石昌夫
6. Imitation Lover
作曲：JIN　編曲：JIN・明石昌夫
7. Labyrinth
作曲：清岡千穂　編曲：明石昌夫
8. One And Only - 原曲：大森絹子
作曲：栗林誠一郎　編曲：明石昌夫
9. El Dorado
作曲：JIN　編曲：JIN・明石昌夫
10. It's Only a Memory
作曲：JIN　編曲：JIN・明石昌夫

### コンパクトカセット

#### SIDE A
1. Stay In My Eyes
2. Dancing Island
3. Be My Venus
4. Wait Forever
5. Mind's Holiday

#### SIDE B
1. Imitation Lover
2. Labyrinth
3. One And Only
4. El Dorado
5. It's Only a Memory